# Cannaregio

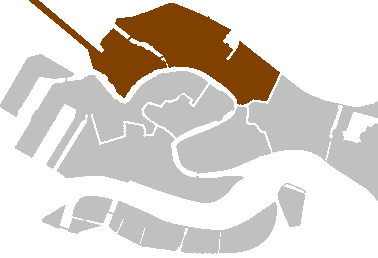
Locatie

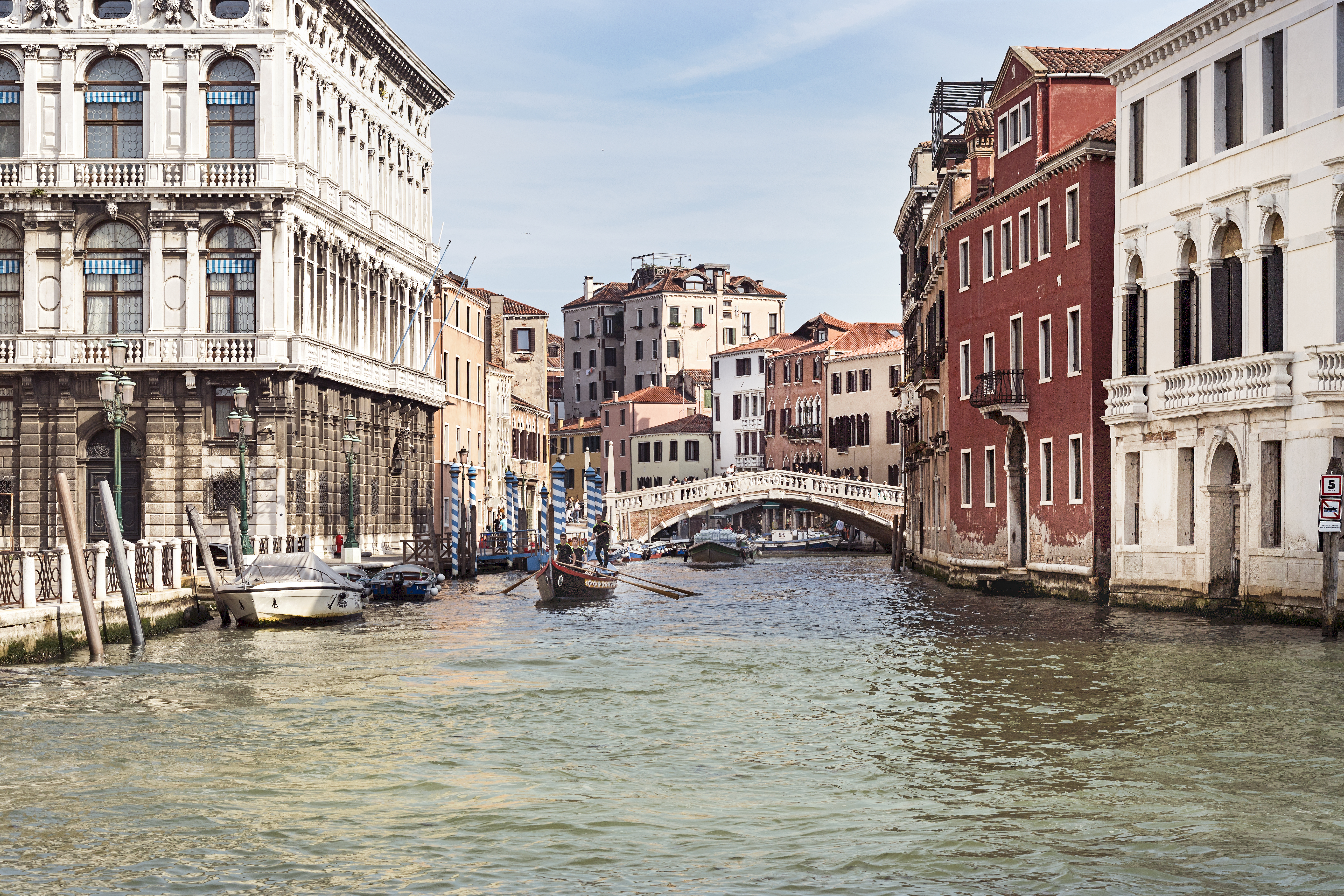
Het kanaal van Cannaregio

Cannaregio is het meest noordelijke van de zes historische sestieri (stadsdelen) van de Italiaanse stad Venetië. Het is het op een na grootste sestiere, en is van alle sestieri datgene met het hoogst aantal inwoners, in 2007 woonden er 13.169 personen.
Cannaregio werd bebouwd vanaf de 11e eeuw na Christus. Hoewel de oorspronkelijke bewoners vooral uit de arbeidersklasse kwamen zijn er ook diverse paleizen te vinden, die vooral langs het Canal Grande staan. Bekende voorbeelden zijn het Ca' d'Oro en het Palazzo Vendramin-Calergi. In Cannaregio ligt ook het Joodse ghetto van Venetië. het kerkhofeiland Isola di San Michele behoort ook tot de wijk.
Het stadsdeel is opgebouwd rond het Canale di Cannaregio, het kanaal van Cannaregio, dat de hoofdverbinding was tot de stad en in het noordoosten een doorsteek vormde van de lagune naar het Canal Grande, voordat er een spoorweg werd aangelegd die het vasteland verbindt met het eiland. Het treinstation Venezia Santa Lucia ligt in de wijk, die tegenwoordig via de wegbrug Ponte della Libertà met het vasteland is verbonden.
De wijk dankt zijn naam aan dat kanaal, Canal Regio staat voor het koninklijk kanaal.
Kerken in de wijk zijn onder meer de Madonna dell'Orto, de Chiesa degli Scalzi, de Santa Maria dei Miracoli, de
San Canciano, de San Geremia, de Sant'Alvise, de San Giovanni Crisostomo di Venezia en de Abbazia della Misericordia.

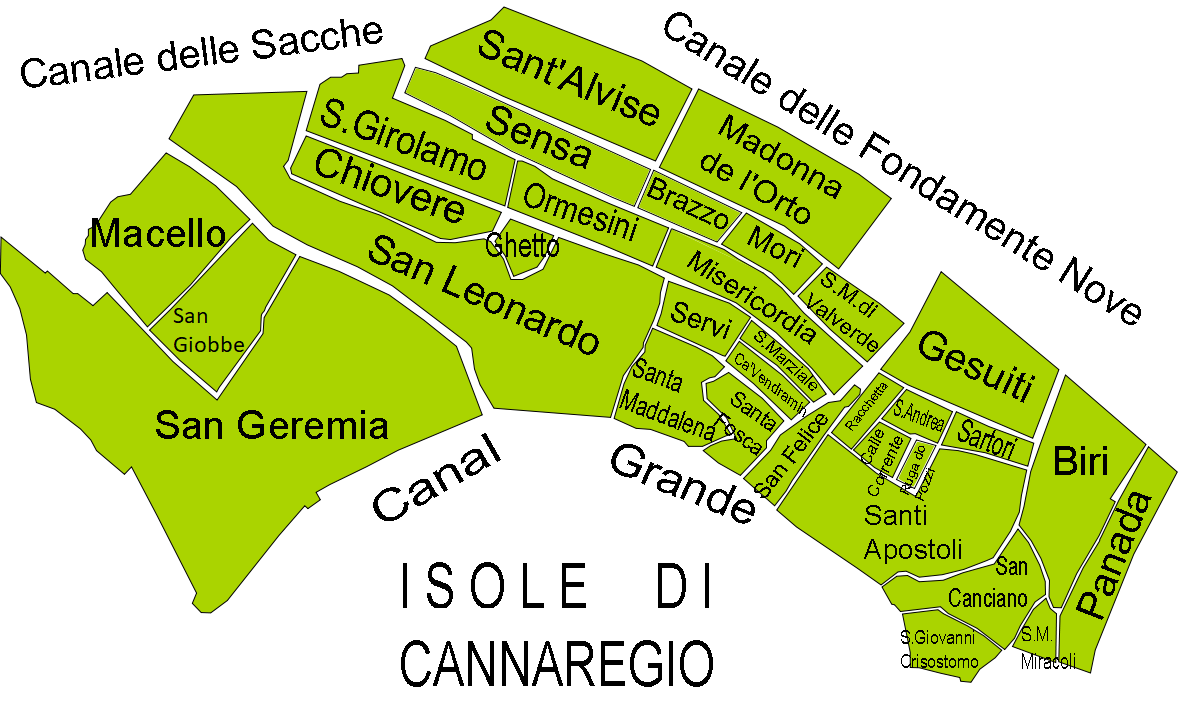
De 33 eilanden van Cannaregio
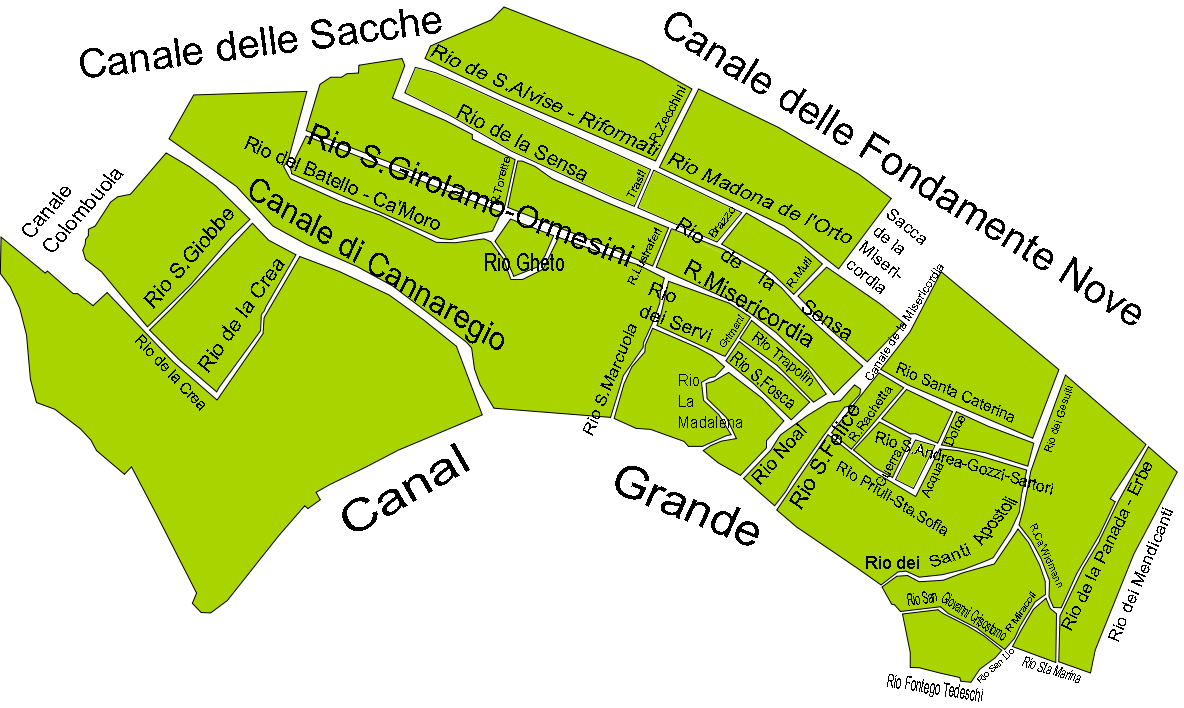
De belangrijkste kanalen in Cannaregio
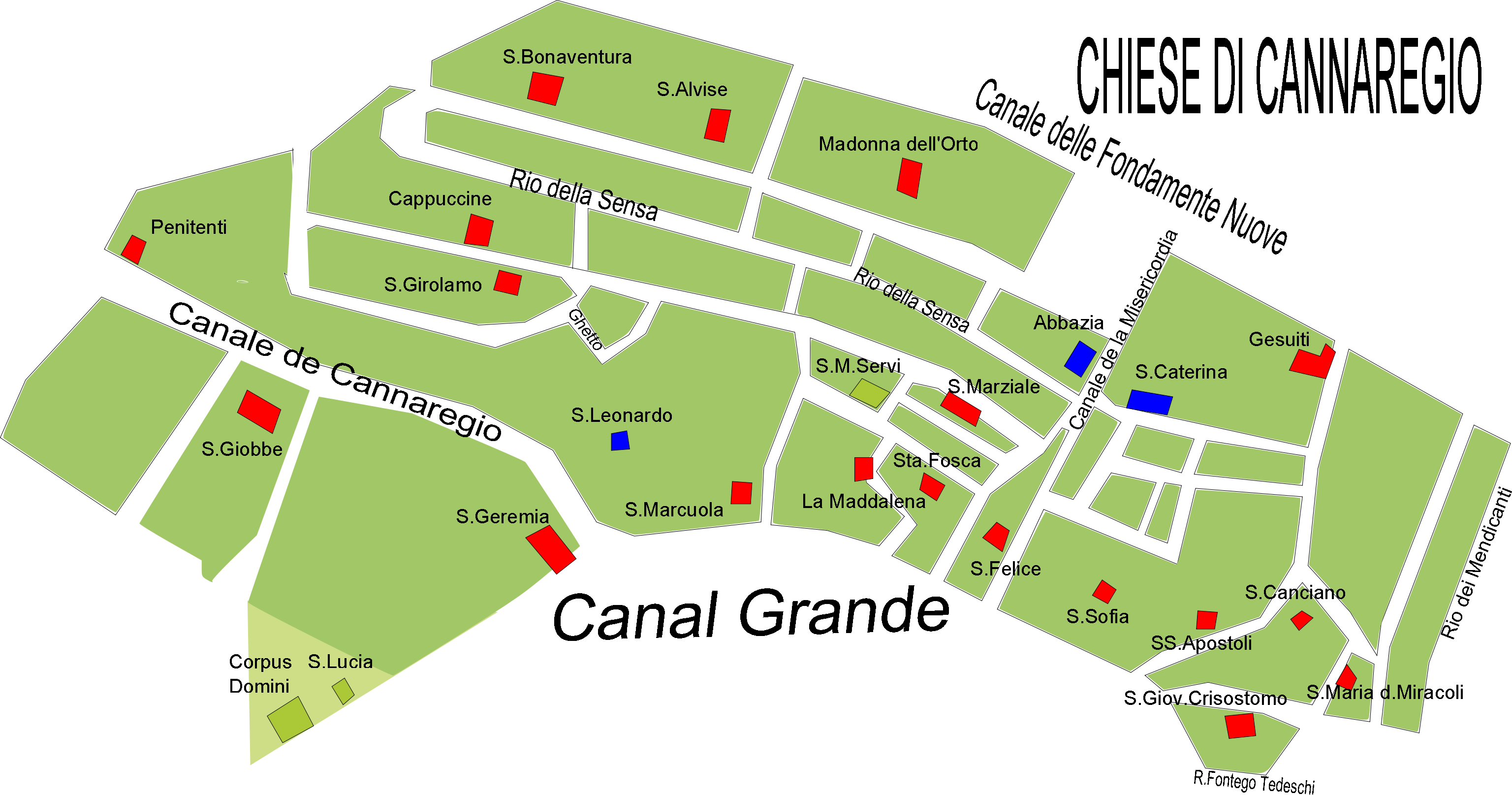
De kerken van Cannaregio
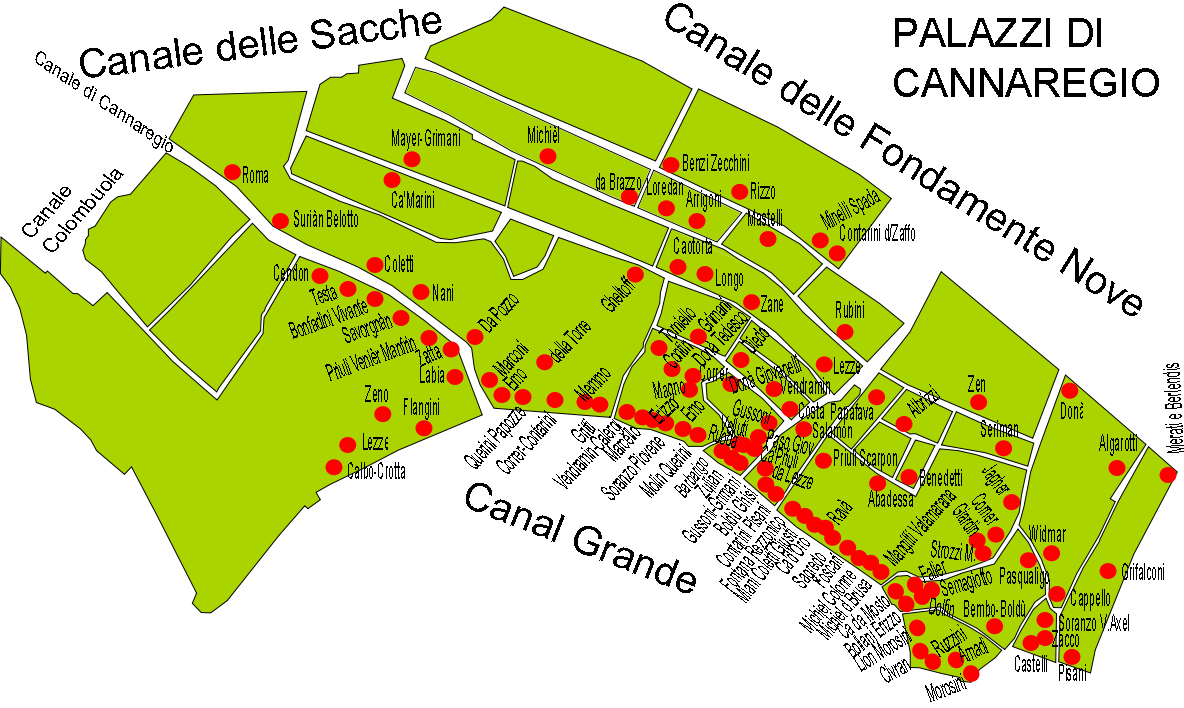
Stadspaleizen van Cannaregio